# 雲南盤鮈
云南盤鮈（学名：Discogobio yunnanensis）为輻鰭魚綱鯉形目鲤科盤鮈屬的鱼类，俗名石头鱼，是中国的特有物种。分布于滇池及南盤江水系、长江中上游支流、北盤江、元江水系等，常栖息于乱石底质以及水质清澈的缓，體長可達8.4公分。该物种的模式产地在云南滇池。
其种加词 yunnanensis 意为“云南的”。